# Катастрофа Embraer E190 в Актау
Авіакатастрофа рейсу 8243 «Azerbaijan Airlines» — авіакатастрофа, що трапилася 25 грудня 2024 року. Пасажирський літак «Азербайджанських авіаліній», що виконував пасажирський рейс із Баку до Грозного (Чечня, РФ) розбився поблизу аеропорту Актау в Казахстані, з 67 людьми на борту.
Літак Embraer E190 передав «сигнал 7700» на своєму транспондері, що сигналізує про надзвичайну ситуацію на борту під час польоту над Каспійським морем, після чого попрямував до Актау, де зазнав катастрофи. Тридцять два пасажири вижило. За даними розслідування, літак було пошкоджено над територією Росії внаслідок обстрілу з землі.

## Літак
Літак Embraer E190AR було виготовлено у 2013 році, він був зареєстрованим як 4K-AZ65 із серійним номером 19000630. Він мав два двигуни General Electric CF34-10E6, його експлуатувала авіакомпанія «Азербайджанські авіалінії».

## Історія
- Відправлення з Баку (GYD) STD 04:00, ATD 03:55  рейсом J28243 — 
- Заплановане прибуття в Грозному (GRV) STA 05:20
- Останні дійсні дані про місцезнаходження ADS-B об 04:25 в повітряному просторі Росії на каліброваній висоті 9144 м (30 000′), після чого почалися значні перешкоди GPS та зникнення сигналу літака з моніторингових радарів об 04:40
- Перенаправлення в Махачкалу (MCX)
- об 05:13 часткове відновлення зв'язку з літаком, об 05:35 екіпаж літака подав сигнал лиха (код відповідача 7700), а об 05:49 запросив аварійну посадку(інші мови) в Актау (SCO)
- Відновлення передачі позиційних даних літака об 06:07 над Каспійським морем за 65 км від Казахстану на висоті приблизно 1 км та корекція руху в напрямку Актау — 
- Вимушена посадка та катастрофа об 06:28

Літак вилетів з міжнародного аеропорту Баку о 7:55 за азербайджанським часом (UTC+04:00) на рейс до аеропорту Грозного. За даними сервісу відстеження польотів Flightradar24, з невідомих причин літак під час польоту поблизу Грозного «зазнав сильних перешкод GPS», так званого «спуфінгу». Літак перенаправили в аеропорт Уйташ у Махачкалі в Дагестані, він був на висоті приблизно 30 000 футів, коли зник із зони покриття радарів о 8:25 за місцевим часом (UTC+04:25).
Екіпаж о 9:35 за місцевим часом (UTC+05:00) подав сигнал лиха, передавши на транспондері сигнал 7700, і повідомив про збій системи керування. Потім о 9:49 пілоти запросили аварійну посадку в міжнародному аеропорту Актау і спробували здійснити її в ручному режимі. Літак знову з'явився на радарі о 10:07 і летів над Каспійським морем у напрямку Актау, значно відхиляючись від звичайної траєкторії польоту. Однак о 10:28 літак врізався в землю. Катастрофа була знята на численні відео, де видно, що під час зіткнення літака з землею шасі було випущено. Літак врізався в землю під крутим кутом, спершу вдарившись об землю правим крилом. Потім він перекинувся, вибухнув і розпався на дві великі частини, і незабаром спалахнула пожежа. Хвостова частина літака зупинилася перевернута поодаль від основних уламків і не постраждала від пожежі. За попередньо оголошеною версією аварійна посадка сталася через зіткнення зі зграєю птахів. Проте згодом після появи фото та відеоматеріалів зі слідами на обшивці, схожими на наслідки ураження від шрапнелі, основною версією стало ураження літака засобами російської ППО поблизу Грозного.
На фотографіях з місця події видно значні пошкодження літака. На відеозаписі подій видно, як літак намагається зберегти висоту та контроль, а дані радара свідчать про те, що літак перервав перші дві спроби приземлитися, перед тим як під час третьої спроби нахилився під низьким кутом до злітно-посадкової смуги, втратив висоту, і спікірував у землю.
З місця аварії було знайдено щонайменше чотири тіла. Обидва пілоти загинули. Щонайменше 29 людей, у тому числі двоє дітей, були госпіталізовані після аварії. На місце аварії було направлено близько 150 працівників екстреної допомоги. Додаткові лікарі були доставлені з Астани для надання допомоги постраждалим.

### Версія про причетність ЗРК ППО РФ
Після появи відеоматеріалів зі слідами пошкоджень, схожими на сліди від елементів ракет ЗРК журналісти припустили, що реальною причиною зміни місця призначення та справжньою причиною катастрофи могло стати враження літака засобами протиповітряної оборони Росії при відбитті атаки безпілотників над Грозним.
Голова ГУР Кирило Буданов заявив, що літак було збито російською зенітно-ракетною системою «Панцирь-С1» з території Росії.
У липні 2025 року азербайджанські ЗМІ отримали анонімні дані з можливими підтвердженнями причетності ЗС РФ до авіакатастрофи. Серед іншого, журналісти отримали пояснювальну записку капітана ППО ЗС РФ Дмитра Паладичука, за даними якого вогонь відкрили згідно з наказом від Міністерства оборони РФ. Також було отримано відео та аудіозаписи з подробицями про неналежний стан техніки.

## Розслідування
Азербайджан і Казахстан створили окремі комісії з розслідування катастрофи. Азербайджан направив до Актау делегацію у складі міністра надзвичайних ситуацій, заступника генерального прокурора та віцепрезидента «Азербайджанських авіаліній» для розслідування на місці. МНС РФ направило до Казахстану техніку та медичних працівників.
«Азербайджанські авіалінії» відкрили гарячу лінію для родичів тих, хто перебував на борту, а також призупинила польоти до російських міст Грозний і Махачкала до завершення розслідування.
Блогер, громадський активіст Азамат Сарсенбаєв, що опублікував фото аварії, отримав 10 діб арешту.
Комісія з розслідування авіаційної події, очолювана міністром транспорту Казахстану Маратом Карабаєвим, ухвалила рішення про направлення бортових самописців до Центру розслідування і запобігання авіаційним подіям Бразилії (CENIPA), яка також є країною виробником повітряного судна Embraer.
За даними розслідування, літак було пошкоджено над територією Росії внаслідок обстрілу з землі. Азербайджанські розслідувачі дійшли висновку, що росіяни вдарили по літаку ракетою класу «земля-повітря». Керівник Центру протидії дезінформації при РНБО Андрій Коваленко опублікував такі ж дані.
4 лютого 2025 року Комісія з розслідування авіаційної пригоди Міністерства транспорту Республіки Казахстан опублікувала Попередній звіт за результатами розслідування авіаційної пригоди.
Згідно з даними, отриманими з самописця параметричної інформації о 05:13:30 літак перебував на висоті 3500 футів над рівнем моря (2950 футів над рівнем аеродрому). О 05:13:31 за записами, отриманими з реєстратора переговорів у кабіні, фіксується звуковий удар. О 05:13:56 за записами, фіксується повторний звуковий удар. Через 4 секунди після першого стороннього звуку вийшла з ладу третя гідросистема; через 6 секунду - вийшла з ладу перша гідросистема; через 21 секунду - вийшла з ладу друга гідросистема. Відключився автопілот, тиск у всіх трьох гідросистемах упав до нуля, розгерметизувався салон літака. Кермо висоти, кермо напрямку, елерони та інтерцептори перестали функціонувати. Оскільки управління переставним стабілізатором здійснюється від електросистеми, то можна припустити, що це залишилося єдиним засобом управління в поздовжньому каналі. Управління в бічному каналі екіпаж здійснював рознотягом двигунів, про що є повідомлення в переговорах із диспетчером Актау.
Оскільки завдяки майстерності екіпажу частині пасажирів та екіпажу вдалося вижити, то ця катастрофа встає в один ряд із катастрофою DC-10 19 липня 1989 року, коли екіпаж керував літаком виключно різницею в тязі двигунів, і завдяки винятковій майстерності пілотів вдалося вижити 184 із 296 осіб, які перебували на борту. Та посадка увійшла в історію авіації, як "Неможлива посадка". Оскільки безліч досвідчених льотчиків-випробувачів не змогли повторити її, імітуючи політ на тренажері.

6 лютого 2025 року представники Баку повідомили, що готується подати до міжнародного суду позов проти Росії у зв'язку з катастрофою. Як зазначило  азербайджанське державне інформагентство АРА:
Азербайджан чітко окреслив свої умови та вимоги, які були озвучені на найвищому рівні. Як уже зазначалося, у розпорядженні Азербайджану знаходяться фрагменти ракети "Pantsir-S", якою було збито літак. Формується доказова база, збираються факти та докази, ведеться підготовка до звернення до міжнародного суд

## Екіпаж і пасажири
Всі п'ятеро членів екіпажу — громадяни Азербайджану:
- Кшнякін Ігор (командир повітряного судна)
- Кальянінов Олександр (другий пілот)
- Алієва Хокума
- Асадов Зульфугар
- Рагімлі Айдан

| Громадянство | Пасажири | Екіпаж | Смертельні випадки | Вижили | Всього | Примітки             |
| ------------ | -------- | ------ | ------------------ | ------ | ------ | -------------------- |
| Азербайджан  | 37       | 5      | ?                  | 17     | ?      | [ 44 ] [ 45 ] [ 46 ] |
| Росія        | 16       | -      | ?                  | 9      | ?      | [ 44 ] [ 45 ]        |
| Казахстан    | 6        | -      | ?                  | ?      | ?      | [ 44 ] [ 45 ]        |
| Киргизстан   | 3        | -      | ?                  | 3      | ?      | [ 44 ] [ 45 ]        |
| Всього       | 62       | 5      | 38                 | 32     | 67     |                      |

Президент Азербайджану Алієв посмертно присвоїв звання Національного героя Азербайджану членам екіпажу, пілотам та бортпровідниці.

## Реакції
Президент Азербайджану Ільхам Алієв припинив свою участь у саміті Співдружності Незалежних Держав у Росії і повернувся до Баку після катастрофи, повідомляють російські ЗМІ та джерела новин Казахстану. Він оголосив 26 грудня днем національного трауру. Співчуття також висловила перша леді та віцепрезидент Мехрібан Алієва.
Президент Сербії Александар Вучич прем'єр-міністр Пакистану Шахбаз Шариф президент Киргизстану Садир Джапаров президент Росії Володимир Путін президент Туреччини Реджеп Таїп Ердоган американський, британський, французький, литовський, Посольства Ізраїлю, а також міністерства закордонних справ Грузії Румунії і Туреччини висловили свої співчуття Азербайджану у зв'язку з авіакатастрофою.

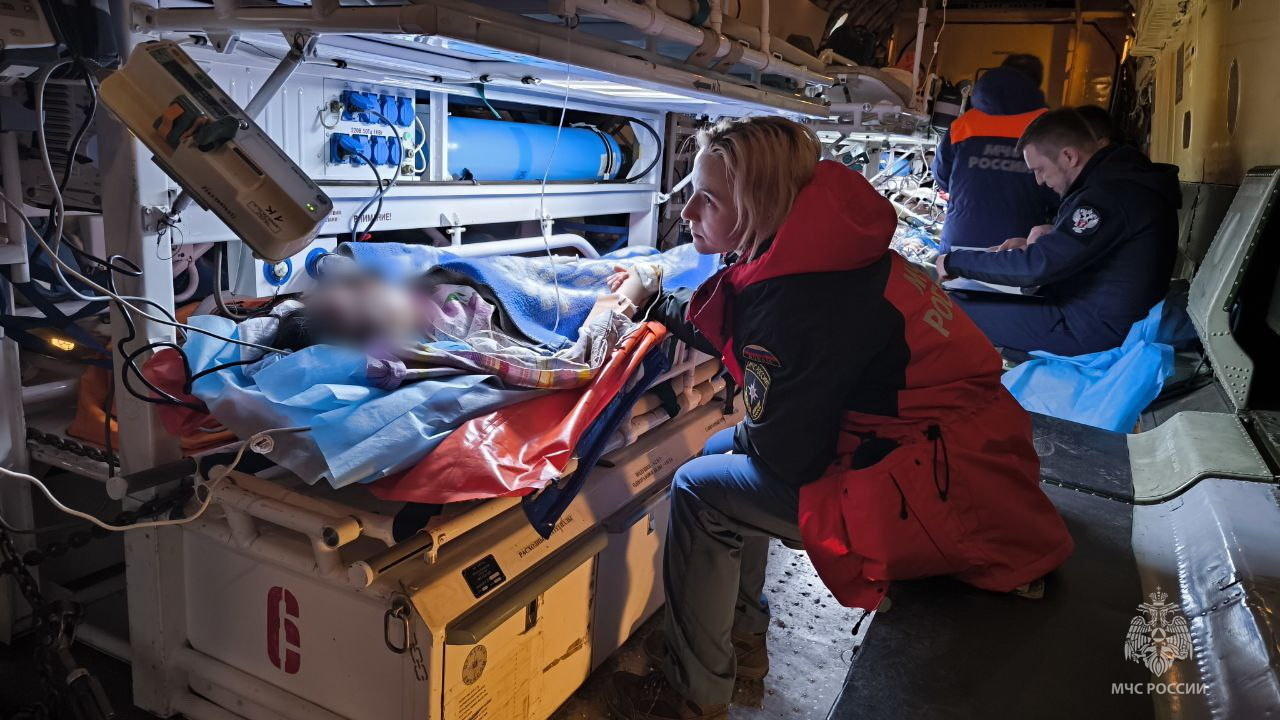
Перевезення до Москви постраждалих громадян Росії

«Азербайджанські авіалінії» заявили про припинення рейсів Баку — Грозний — Баку і Баку — Махачкала — Баку до завершення розслідування. Національний авіаперевізник Ізраїлю El Al призупинив польоти в Росію, рейси між Тель-Авівом і Москвою не будуть виконуватися протягом найближчого тижня. «Наступного тижня буде проведено повторну оцінку ситуації, після чого буде ухвалено рішення про відновлення рейсів», — повідомили у пресслужбі компанії.

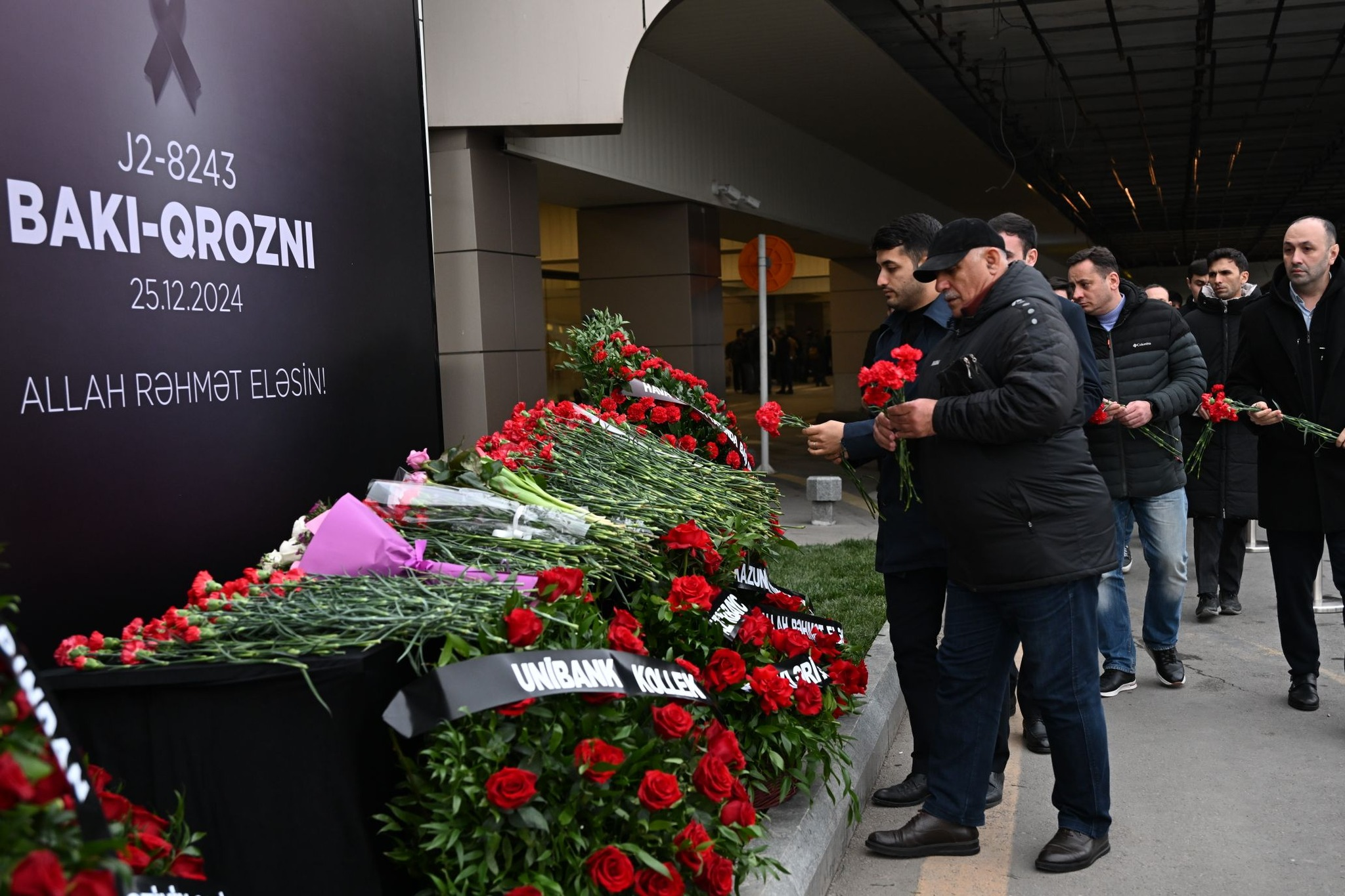
Меморіал на згадку про жертв аварії в аеропорті ім. Алієва у Баку

28 грудня президент України Зеленський провів розмову з президентом Азербайджану Алієвим та висловив співчуття йому та азербайджанському народу через трощу літака у Казахстані.

Пізніше того ж дня Президент Росії Путін в телефонній розмові з президентом Азербайджану Ільхамом Алієвим вибачився, що аварія сталася в повітряному просторі Росії. Путін заявив, що «трагічний випадок» стався, коли російські системи ППО активно відбивали українські безпілотники. 29 грудня Алієв прокоментував російську відповідь:
Зрозуміло, остаточна версія стане відома після розшифровки «чорних скриньок». Але і початкові версії досить обґрунтовані і спираються на факти… Звичайно, наш літак випадково збили… Одним із моментів, який нас засмутив і здивував, було те, що російські офіційні структури висунули версії про вибух якогось газового балона. Тобто це відкрито показувало, що російська сторона хоче зам'яти питання, і це, звісно, нікому не робить честі.
Російська влада розіслала по ЗМІ темники, де журналістам радять ігнорувати згадки про збиття літака AZAL в Актау, а аварія рекомендується називати «трагічним інцидентом».

## Дивись також
- Аварія Airbus А300 у Багдаді після ураження ракетою